# Мисковец, Фёкла Петровна
Фекла Петровна Мисковец (1906 год, село Горяновка — ?) — украинская советская деятельница, председатель колхоза имени Кирова Олыкского района Волынской области. Депутат Верховного Совета СССР 4-го созыва (1954—1958).

## Биография
Родилась в бедной многодетной крестьянской семье. С юных лет батрачила у князя Радзивила. С 1929 по 1940 год работала в собственном хозяйстве.
В 1940—1941 годах — колхозница колхоза имени Кирова села Горяновка Олыкского района Волынской области.
Во время Великой Отечественной войны работала в собственном хозяйстве. После войны — звеньевая, заведующий фермами колхоза имени Кирова села Горяновка Олыкского района Волынской области.
С 1953 года — председатель правления колхоза имени Кирова села Горяновка Олыкского (затем — Цуманского района Волынской области.

## Награды
- орден Трудового Красного Знамени (26.02.1958)
- медали